# Laso
Laso (španj. lazo u značenju: uzao, omča, zamka), dugo uže ili kožnati remen s omčom na jednom kraju, dugačko između 10 i 30 metara. Ponekad se naziva i kaubojski laso. Koriste ga stočari (kauboji u SAD-u i charro ili vaquero u Meksiku) koji jašući na konjima hvataju stoku, ali upotrebljavaju ga i lovci za hvatanje divljih životinja. Laso se danas koristi u rodeu u natjecanju hvatanja životinja, najčešće bikova.

## Etimologija
Izraz laso dolazi od španjolske riječi lazo, koja vuče svoje porijeklo iz vulgarnog latinskog jezika od riječi lacius. Ta riječ u klasičnom latinskom jeziku pojavljuje u obliku laqueus i označava omču, uzao ili zamku.

## Povijest
Laso za hvatanje životinja koristili su još stočari u drevnom Egiptu. U Ameriku su ga prenijeli Španjolci u 16. stoljeću. U Americi su upotrebu lasa preuzeli i Indijanci i jugozapadnim dijelovima Sjeverne Amerike i na području Pampasa, a Amerikanci su ga preuzeli od meksičkih vaquerosa u prvoj polovici 19. stoljeća na graničnom području, na prostoru današnjeg Teksasa, Novog Meksika, Arizone i Kalifornije.

## Vanjske poveznice
- Laso – Hrvatska enciklopedija
- Laso – Proleksis enciklopedija
- Laso – Hrvatski jezični portal